# Isocamenta montana
Isocamenta montana är en skalbaggsart som beskrevs av Hermann Julius Kolbe 1910. Isocamenta montana ingår i släktet Isocamenta och familjen Melolonthidae. Inga underarter finns listade i Catalogue of Life.